# Michael Weiss (zwemmer)
Michael Weiss (Reno (Nevada), 23 mei 1991) is een Amerikaanse zwemmer.

## Carrière
Bij zijn internationale debuut, op de wereldkampioenschappen kortebaanzwemmen 2012 in Istanboel, eindigde Weiss als zevende op de 400 meter wisselslag. Op de 4x200 meter vrije slag zwom hij samen met Garrett Weber-Gale, Michael Klueh en Matt McLean in de series, in de finale legden Klueh en McLean samen met Ryan Lochte en Conor Dwyer beslag op de wereldtitel. Voor zijn aandeel in de series ontving Weiss eveneens de gouden medaille.
Op de Pan-Pacifische kampioenschappen zwemmen 2014 in Gold Coast eindigde de Amerikaan als tiende op de 400 meter wisselslag, daarnaast strandde hij in de series van zowel de 200 als de 400 meter vrije slag. Tijdens de wereldkampioenschappen kortebaanzwemmen 2014 in Doha eindigde Weiss als zesde op de 400 meter wisselslag. Samen met Matt McLean, Michael Klueh en Darian Townsend zwom hij in de series van de 4x200 meter vrije slag, in de finale werd McLean samen met Conor Dwyer, Ryan Lochte en Tyler Clary wereldkampioen. Voor zijn inspanningen in de series werd Weiss beloond met eveneens de gouden medaille.
In Toronto nam de Amerikaan deel aan de Pan-Amerikaanse Spelen 2015. Op dit toernooi veroverde hij de bronzen medaille op de 200 meter vrije slag en eindigde hij als vierde op de 400 meter wisselslag. Op de 4x200 meter vrije slag legde hij samen met Michael Klueh, Joseph Bentz en Darian Townsend beslag op de zilveren medaille, samen met Josh Schneider, Darian Townsend en Cullen Jones sleepte hij de bronzen medaille in de wacht op de 4x100 meter vrije slag. Op de 4x100 meter wisselslag zwom hij samen met Nick Thoman, Brad Craig en Eugene Godsoe in de series, in de finale veroverden Thoman en Craig samen met Giles Smith en Josh Schneider de zilveren medaille. Voor zijn aandeel in de series ontving Weiss eveneens de zilveren medaille. Op de wereldkampioenschappen zwemmen 2015 in Kazan behaalde Weiss samen met Ryan Lochte, Conor Dwyer en Reed Malone de zilveren medaille op de 4x200 meter vrije slag.

## Internationale toernooien
| Jaar | Olympische Spelen | WK langebaan      | WK kortebaan                                                        | PanPacs                                                         | Pan-Ams |
| ---- | ----------------- | ----------------- | ------------------------------------------------------------------- | --------------------------------------------------------------- | --- |
| 2012 | geen deelname     |                   | 7e 400m wisselslag · 4x200m vrije slag · Weiss zwom enkel de series |                                                                 | |
| 2013 |                   | geen deelname     |                                                                     |                                                                 | |
| 2014 |                   |                   | 6e 400m wisselslag · 4x200m vrije slag · Weiss zwom enkel de series | serie 200m vrije slag serie 400m vrije slag 10e 400m wisselslag | |
| 2015 |                   | 4x200m vrije slag |                                                                     |                                                                 | 200m vrije slag · 4e 400m wisselslag · 4x100m vrije slag · 4x200m vrije slag · 4x100m wisselslag · Weiss zwom enkel de series |

## Persoonlijke records
Bijgewerkt tot en met 15 juli 2015
Kortebaan
| Afstand         | Tijd    | Datum            | Plaats  |
| --------------- | ------- | ---------------- | ------- |
| 200m vrije slag | 1.47,31 | 21 december 2013 | Glasgow |
| 400m wisselslag | 4.05,37 | 4 december 2014  | Doha    |

Langebaan
| Afstand         | Tijd    | Datum            | Plaats  |
| --------------- | ------- | ---------------- | ------- |
| 200m vrije slag | 1.47,63 | 15 juli 2015     | Toronto |
| 400m vrije slag | 3.52,33 | 9 augustus 2014  | Irvine  |
| 200m wisselslag | 2.01,20 | 10 augustus 2014 | Irvine  |
| 400m wisselslag | 4.12,00 | 16 juli 2013     | Kazan   |